# Cantonul Sully-sur-Loire
Cantonul Sully-sur-Loire este un canton din arondismentul Orléans, departamentul Loiret, regiunea Centru, Franța.

## Comune
- Cerdon
- Guilly
- Isdes
- Lion-en-Sullias
- Saint-Aignan-le-Jaillard
- Saint-Florent
- Saint-Père-sur-Loire
- Sully-sur-Loire (reședință)
- Viglain
- Villemurlin